# Louis Campbell
Louis Campbell (Rahway, 1º aprile 1979) è un ex cestista statunitense.

## Palmarès

### Squadra
- Coppa di Francia: 1

Strasburgo: 2014-15
- Leaders Cup: 1

Strasburgo: 2015
- Match des Champions: 1

Strasburgo: 2015

### Individuale
- MVP Coppa di Francia: 1

Strasburgo: 2014-15